# Šukačka
Šukačka (německy Schukatschen) je osada (877 m n. m.) spadající pod nedalekou vesnici Javorná, součást městyse Čachrov v okrese Klatovy v jihozápadních Čechách. Je známa hlavně kvůli svému názvu a sousedství s vesnicí Onen Svět. Její zvláštní jméno údajně vychází ze srbského šuka, což v srbštině znamená koza.
V osadě se nachází několik stavení a též zde funguje základna Bílý orel (dříve penzion Na Šukačce), kterou mají ve vlastnictví skauti. V zimě byla dříve v osadě v provozu sjezdovka.

## Historie
V letech 1850–1890 byla vesnice součástí obce Javorná (německy Seewiesen) a v dalších letech jako osada zanikla.

## Galerie

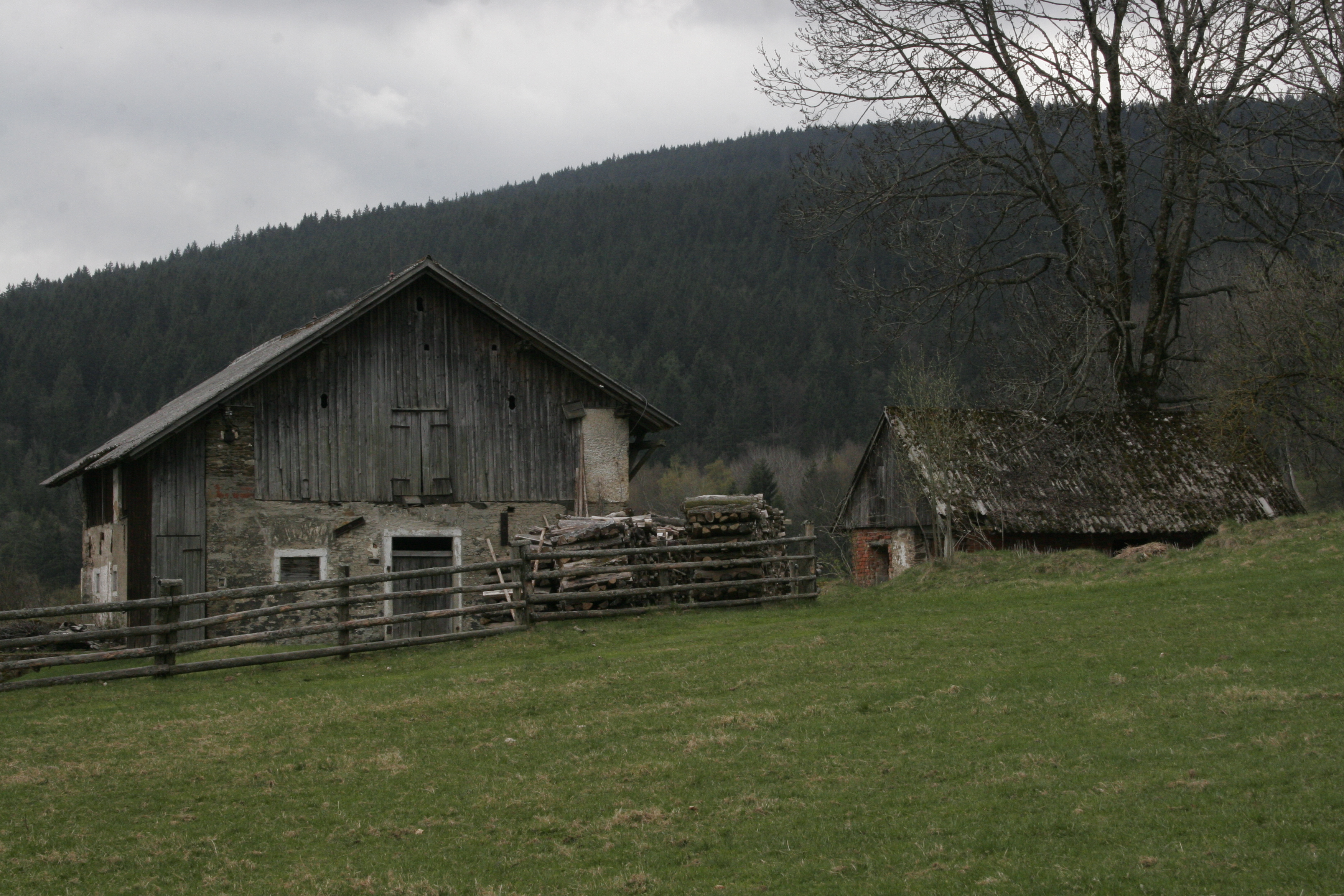
Hospodářské stavení
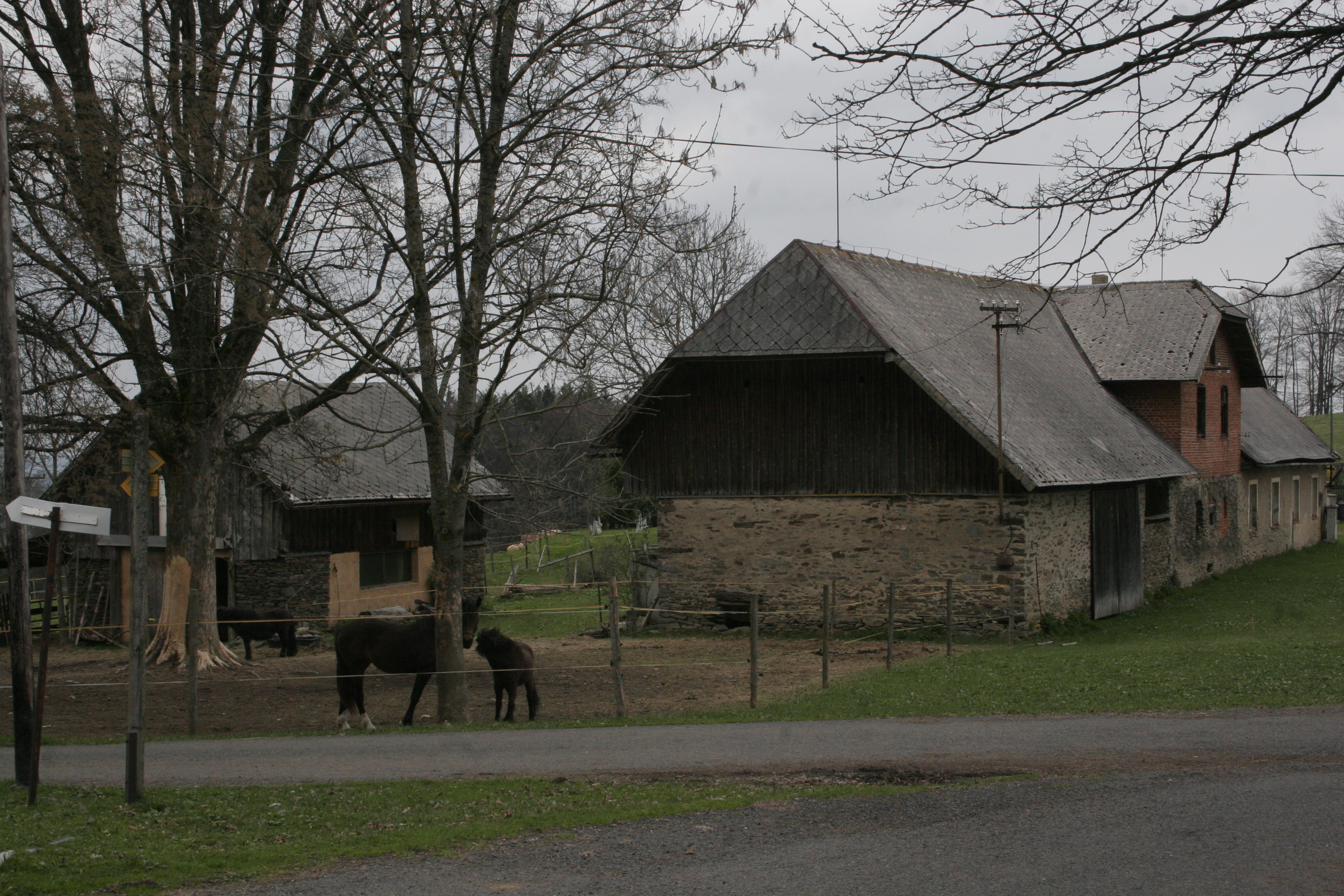
Statek
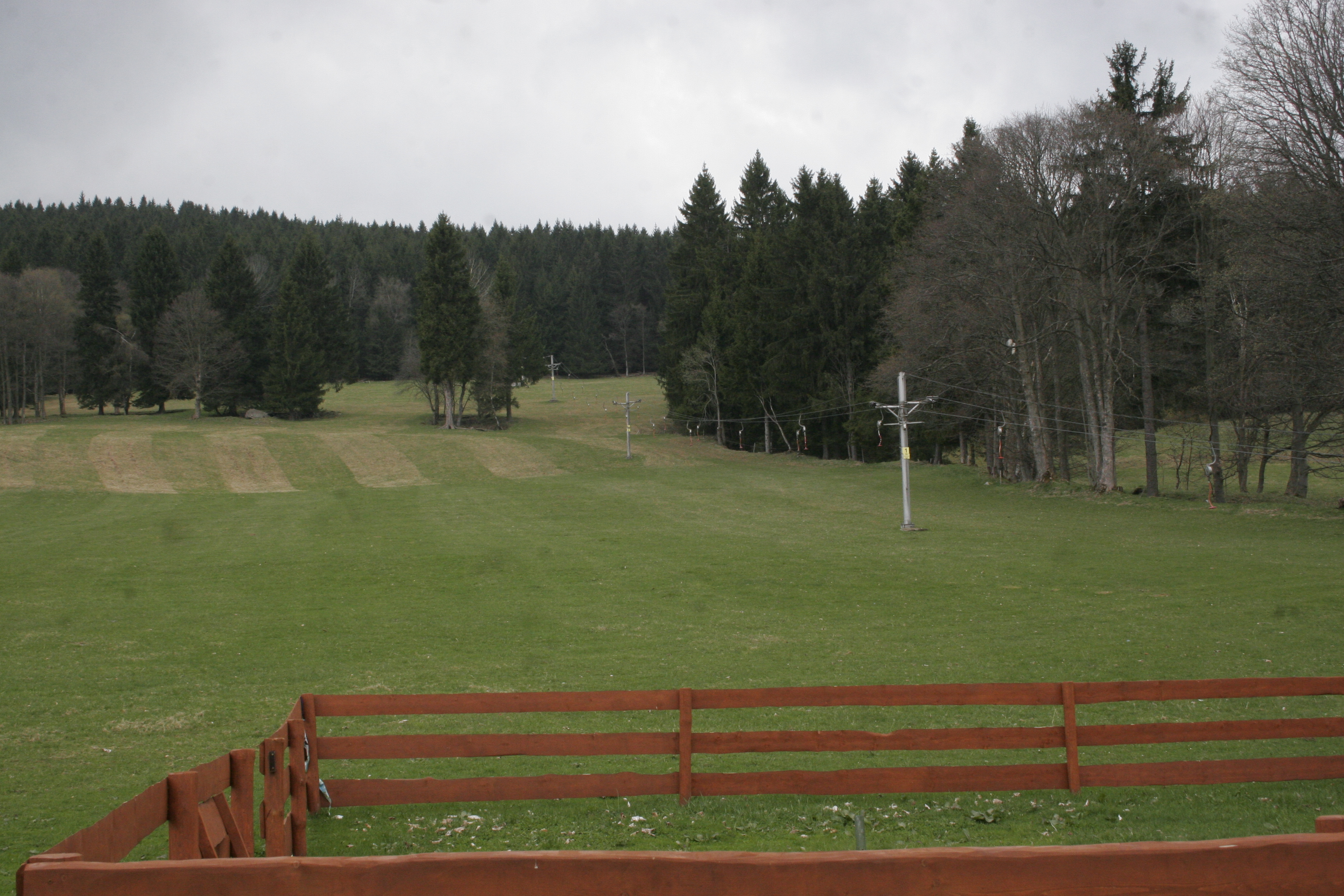
Sjezdovka
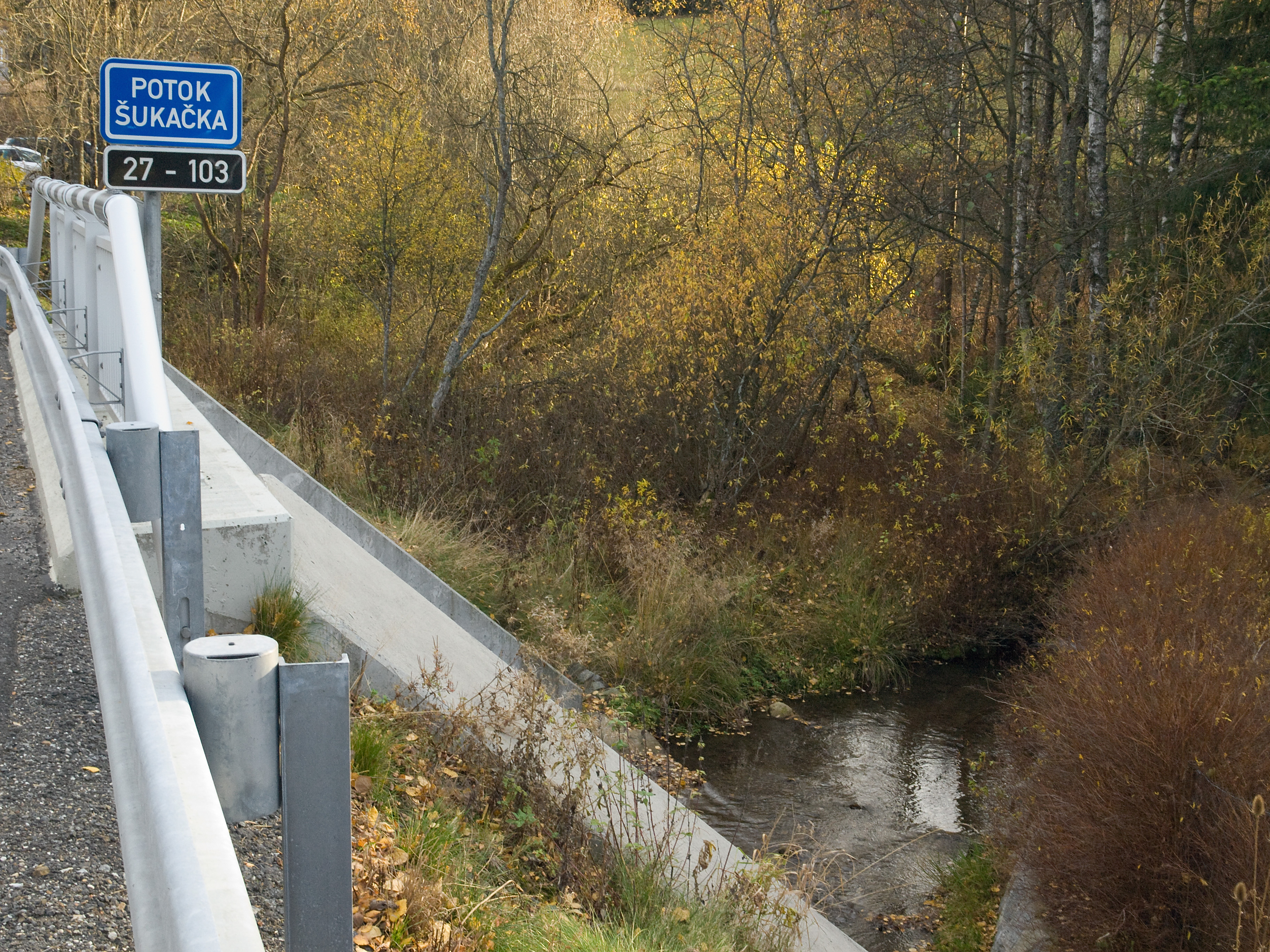
Potok Šukačka